# Гнила (притока Мечетної)
Гнила — річка в Луганській області, права притока Мечетної, яка є притокою Красної. Довжина річки 10,2 км.
Свій витік річка Гнила бере в урочищі Мацегорівка, яке розташоване неподалік сіл Індустріальне та Затишне. Живиться водами трьох джерел які при злитті і утворюють річку. На річці розміщені два ставки на схід від села Новокраснянка, а в самому селі річка впадає у Мечетну.